# 토질역학
토질역학(土質力學, 영어: soil mechanics)은 지반 또는 흙을 공사재료로 이용하는 측면에서 역학, 수리학, 화학 등의 원리를 응용하여 흙의 역학적 거동을 해석하는 학문이다.

## 삼상관계

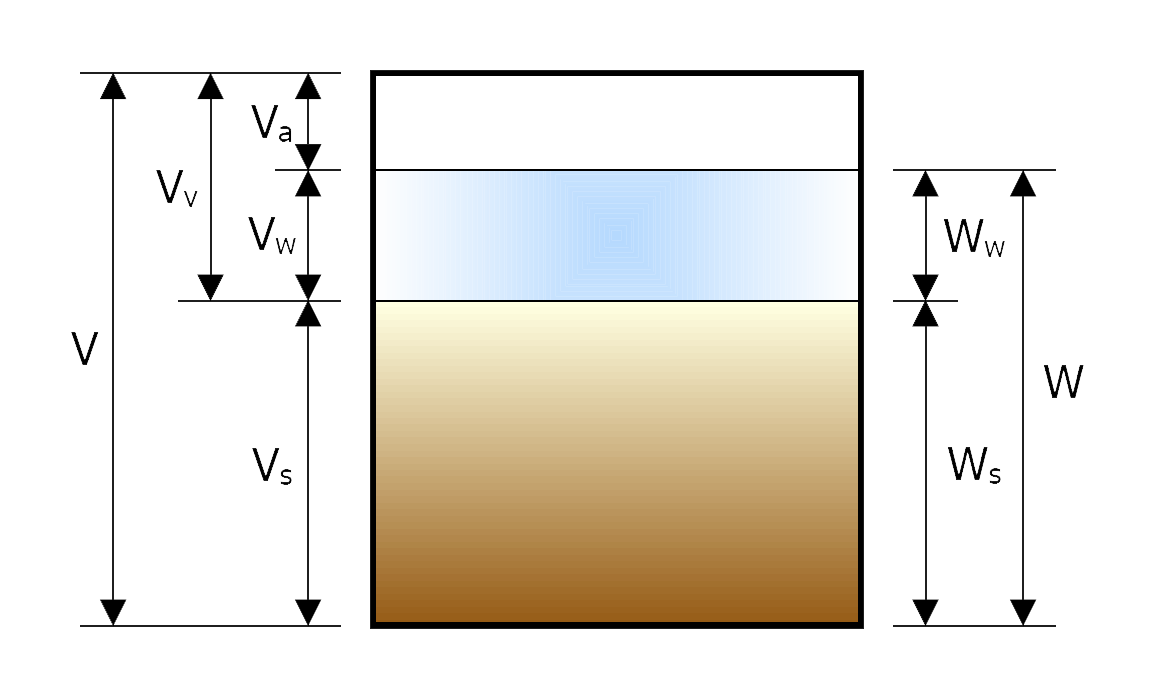
흙덩이 구조에서 첨자 s는 흙 입자, w는 물, a는 공기를 의미한다. 위와 같은 그림을 삼상도라고 한다.

토질역학에서는 흙이 물, 공기, 흙 입자 세 가지로 이루어져있다고 본다. 이들의 비율에 따라 흙의 역학적 특성이 달라진다. 물과 공기가 차지하는 부분은 '공극' 또는 '간극'이라고도 한다.

### 공극비
토질역학에서 간극비 e는 흙 입자의 부피에 대한 간극 즉, 물과 공기의 부피의 비로 정의된다.
{\displaystyle e={\frac {V_{v}}{V_{s}}}}

### 공극률
공극률 n은 흙 전체의 부피 V와 공극만의 부피 Vv로부터, 다음과 같이 정의된다.
{\displaystyle n={\frac {V_{v}}{V}}\times 100(\%)}

### 포화도
포화도 S는 물이 차지하는 부피 Vw와 공극의 부피 Vv로부터 다음과 같이 정의된다.
{\displaystyle S={\frac {V_{w}}{V_{v}}}\times 100(\%)}

### 함수비
함수비 ω는 흙 입자 중량 Ws와 물의 중량 Ww를 이용해 다음과 같이 정의한다.
{\displaystyle \omega ={\frac {W_{w}}{W_{s}}}\times 100(\%)}

### 진비중
흙의 진비중 Gs는 흙의 입자 단위중량 γs(또는 입자 밀도 ρs)와 4°C 물의 단위중량 γw(또는 물 밀도 ρw)를 이용해 다음과 같이 정의한다. 그냥 비중이라고 하기도 한다.
{\displaystyle G_{s}={\frac {\gamma _{s}}{\gamma _{w}}}={\frac {\rho _{s}g}{\rho _{w}g}}={\frac {\rho _{s}}{\rho _{w}}}}

### 비중, 함수비, 포화도, 공극비 관계식
{\displaystyle G_{s}\omega =Se}
위의 관계식들을 통하여 삼상도에서 Vs = 1이라고 볼 경우, 삼상도의 각 요소들은 다음과 같이 요약할 수 있다.
- {\displaystyle V_{w}={\frac {S\cdot e}{100}}}
- {\displaystyle V_{v}=e}
- V = 1 + e
- {\displaystyle W_{s}=G_{s}\gamma _{w}}
- {\displaystyle W_{w}={\frac {S\cdot e}{100}}\gamma _{w}}
- {\displaystyle \left(G_{s}+{\frac {S\cdot e}{100}}\right)\gamma _{w}}

### 단위중량
흙 시료에 물이 포함되었는가, 수중에 흙 시료가 있는가 등 상황에 따라 단위중량은 여러 가지로 정의된다.
전체단위중량(total unit weight), 또는 습윤단위중량(moist unit weight){\displaystyle \gamma _{t}={\frac {W}{V}}={\frac {W_{s}+W_{w}}{V}}={\frac {W_{s}(1+W_{w}/W_{s})}{V}}={\frac {W_{s}(1+\omega )}{V}}={\frac {G_{s}+Se}{1+e}}\gamma _{w}}
공기중에 있는 습윤상태의 흙 시료 단위중량을 전체단위중량 또는 습윤단위중량이라고 한다.
건조단위중량(dry unit weight)
{\displaystyle \gamma _{d}={\frac {W_{s}}{V}}={\frac {G_{s}\gamma _{w}}{1+e}}={\frac {\gamma _{t}}{1+\omega }}}
건조되어 물이 없는 경우의 흙 시료 단위중량을 건조단위중량이라고 한다.
포화단위중량(saturated unit weight)
{\displaystyle \gamma _{sat}={\frac {W}{V}}={\frac {W_{s}+W_{w}}{V}}={\frac {G_{s}\gamma _{w}+\omega G_{s}\gamma _{w}}{1+e}}={\frac {G_{s}\gamma _{w}+Se\gamma _{w}}{1+e}}={\frac {G_{s}+e}{1+e}}\gamma _{w}}
공극이 모두 물로 채워져 있을 때 단위중량을 포화단위중량이라고 한다.
수중단위중량(submerged unit weight)
{\displaystyle \gamma _{sub}=\gamma _{sat}-\gamma _{w}={\frac {G_{s}+e}{1+e}}\gamma _{w}-\gamma _{w}={\frac {G_{s}-1}{1+e}}\gamma _{w}}
지하수위 아래에 있는 흙의 단위중량을 수중단위중량이라고 한다. 지하수위 아래에 있는 흙은 부력을 받기 때문에, 포화단위중량보다 가벼워져야 하므로 포화단위중량에서 물의 단위중량을 빼준다.

### 상대 밀도
사질토와 관련된 특성으로 상대 밀도({\displaystyle D_{r}})가 있다.
{\displaystyle D_{r}={\frac {e_{max}-e}{e_{max}-e_{min}}}\times 100(\%)}
{\displaystyle D_{r}={\frac {\gamma _{dmax}}{\gamma _{d}}}\cdot {\frac {\gamma _{d}-\gamma _{dmin}}{\gamma _{dmax}-\gamma _{dmin}}}\times 100(\%)}
{\displaystyle e_{max}} : 최대 공극비, {\displaystyle e_{min}} : 최소 공극비, e : 공극비
{\displaystyle \gamma _{dmax}} : 최대 건조 단위중량, {\displaystyle \gamma _{dmin}} : 최소 건조 단위중량, {\displaystyle \gamma _{d}} : 건조 단위중량

## 참고 문헌
- 장병욱; 전우정; 송창섭; 유찬; 임성훈; 김용성 (2010). 《토질역학》. 구미서관. ISBN 978-89-8225-697-4.

## 같이 보기
- 사면 (토질역학)